# Lieve Wierinck
Lieve Wierinck (ur. 3 lipca 1957 w Leuven) – belgijska i flamandzka polityk i działaczka samorządowa, posłanka do Izby Reprezentantów, deputowana do Parlamentu Europejskiego VIII kadencji.

## Życiorys
Z wykształcenia farmaceutka, pracowała w tym zawodzie. Zaangażowała się w działalność polityczną w ramach Flamandzkich Liberałów i Demokratów (Open VLD). Wybierana na radną miejską w Zaventem, była również członkinią zarządu miasta i przewodniczącą lokalnego OCMW (urzędu ds. pomocy społecznej). W 2011 została posłanką do Izby Reprezentantów w miejsce Guya Vanhengela, zasiadając w tej izbie do 2014.
W wyborach w 2014 kandydowała do Parlamentu Europejskiego. Mandat eurodeputowanej VIII kadencji objęła w 2016, kiedy to Philippe De Backer przeszedł do pracy w belgijskim rządzie. W PE przystąpiła do frakcji Porozumienia Liberałów i Demokratów na rzecz Europy.